# Teatro Apolo (Barcelona)
El Teatro Apolo de Barcelona está situado en el barrio de El Pueblo Seco, en la histórica Avenida del Paralelo número 59, centro de la vida artística y teatral de la Ciudad Condal durante el siglo XX.
El Teatro Apolo fue reconstruido por completo tras derribarse el original en 1991 y se programan en la actualidad espectáculos teatrales y musicales. Este teatro solo consta de una sala, con 997 asientos.

## Historia
En 1901 había una barraca de feria que había sido almacén y en ella empezaron a realizarse espectáculos musicales. Al lado estaba el Bar La Tranquilidad, punto de encuentro de la zona. La barraca fue derribada por una tormenta y fue reconstruido con un edificio de obra. Los empresarios fueron los hermanos Soriano (también empresarios del Pabellón Soriano), Juan Socias y Juan Mestres Calvet. Se inauguró el 19 de octubre de 1904.

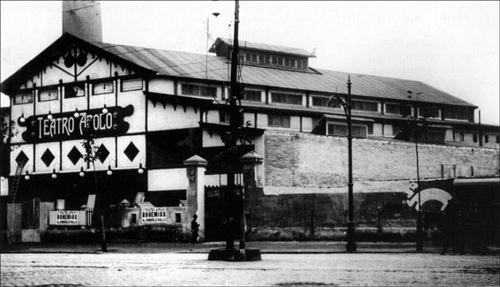
El edificio antiguo del Teatro Apolo, inaugurado en 1904 (fotografía de hacia 1910).

Se programaban espectáculos de zarzuela, revista y music hall. El 3 de diciembre de 1910 se estrenó El trust de los tenorios, zarzuela de José Serrano Simeón. En 1923 se estrena El dictador, zarzuela de Rafael Millán, y en 1927 Las alondras, zarzuela de Jacinto Guerrero, ambas con libreto de Federico Romero y Guillermo Fernández-Shaw, y en 1930, Campanela, del mismo músico, con libreto de José Ramos Martín.
A mediados de los años cincuenta del siglo XX se hizo cargo del teatro el empresario Matías Colsada, que era propietario, además, de los teatros Monumental y La Latina de Madrid. En estos teatros actuaron nuevas artistas como Lina Morgan, Concha Velasco o Tania Doris. Los años cincuenta y sesenta fueron de auge para el Teatro Apolo, dedicado sobre todo a la revista musical: la canción Las alegres chicas de Colsada se hizo popular y se convirtió en una especie de himno de la empresa. En 1958 se estrena la zarzuela-revista Bésame de Domingo de Laurentiis, con libreto de Luis Cuenca, Pedro Peña y Matías Yánez.
Cerca del teatro estaba la Bodega Apolo, popular lugar de encuentro de precios baratos, que presentaba actuaciones de viejas glorias de la escena. Además había un pequeño parque de variedades: Atracciones Apolo. El terreno fue vendido y todas las instalaciones fueron derribadas en 1991. En el lugar se construyó un aparcamiento y un hotel, el Tryp Apolo. Fue reservado parte del terreno y la planta baja del edificio para construir un nuevo teatro, que es el que sigue en funcionamiento.